# Bruno Bauer
Bruno Bauer, född 6 september 1809 i Eisenberg, Sachsen-Altenburg, död 15 april 1882 i Berlin, var en tysk filosof, historiker och teolog. Bauer utredde bland annat skillnader i gudsuppfattning hos många olika kulturer. Han var en av Karl Marx främsta meningsmotståndare.
Bauer var docent i Berlin och från 1839 i Bonn. På grund av de åsikter han utvecklade i skrifterna Kritik der evangelischen Geschichte der Synoptiker (1841–1842), i vilka han sökte påvisa att evangelierna inte var historia utan litterära produkter, blev han 1842 tvungen att lämna sin befattning. Under de närmaste följande åren sysslade han främst med profanhistoria, men han återtog sedan sitt bibelkritiska författarskap med verk som Kritik der paulinischen Briefe (1850–1852) och Kritik der Evangelien und Geschichte ihres Ursprungs (1850–1851), där han förnekar att Jesus existerade ens såsom person. I ett senare arbete, Christus und die Cäsaren. Der Ursprung des Christentums aus dem römischen Griechtentum (1877), framställer han kristendomen som en produkt av stoicism och Filons filosofi.